# Henry Foster
Henry Foster, född 1796, död 5 februari 1831, var en brittisk marinofficer och vetenskapsman som deltog i expeditioner till både Arktis och Antarktis, och gjorde viktiga vetenskapliga observationer. 
Han tjänstgjorde på HMS Griper 1823 under en brittisk vetenskaplig expedition till Arktis, ledd av Douglas Clavering, där han arbetade som assistent åt astronomen Edward Sabine. Året därefter följde han med på William Edward Parrys expedition som sökte Nordvästpassagen. Under den resan gjorde han olika observationer inom magnetism, astronomi och gravimetri (med pendelmätningar), och för detta mottog han 1827 den prestigefyllda Copleymedaljen. 
Mellan 1828 och 1831 kommenderade han HMS Chanticleer, och han ledde en brittisk expedition till Sydatlanten, där bland annat Sydshetlandsöarna och Deception Island utanför den Antarktiska halvön utforskades.  
Foster drunknade i en flod i Panama 1831. Port Foster på Deception Island har fått sitt namn efter honom.